# Барражирующий боеприпас
Барражи́рующий боевой припа́с (БПБ, Зависающий боеприпас, Барражирующий снаряд, англ. loitering munition — слоняющийся без дела боеприпас), также дрон-камика́дзе (англ. kamikaze drone) — тип беспилотных летательных аппаратов (БПЛА) с боевой частью, которые способны длительное время в режиме ожидания (барражи́рования) находиться в воздухе в районе цели и атаковать её после получения соответствующей команды от оператора или выполнять боевые задачи, предусматриваемые заложенным алгоритмом.

## История
Ранее в авиации применялся тактический приём — «барражирование» (от фр. barrage — «заграждение»), то есть нахождение самолёта или их группы в районе вероятного появления авиапротивника с целью активного реагирования на возникающую от него угрозу. В связи с научно-техническим прогрессом, развитием вооружения и военной техники появились и беспилотные летательные аппараты сначала для разведки и наблюдения, например Ла-17Р, Ту-123, и так далее, а потом и для их бомбардировочного применения. Идея создания БПБ возникла в конце 1970-х годов. Такие комплексы по своему замыслу должны соединить преимущества БПЛА и боевой части авиационной бомбы.
Изначально боевые припасы такого типа разрабатывались для специальных служб и диверсионных формирований для проведения ими так называемых тайных мероприятий по уничтожению личного состава и объектов противника. А с развитием оборонных технологий средств поражения данные зависающие боевые припасы стали широко применяться родами войск видов вооруженных сил различных государств, для поражения различных целей на поле боя.
В Российской Федерации существуют следующие модели барражирующих снарядов (боевых припасов):
- Куб-БЛА;
- «Скальпель»;
- «Герань-1»;
- «Герань-2»;
- «Ланцет-1»;
- «Ланцет-3»;
- «Гербера»;
- и так далее.

«... Предстоит серьезно увеличить выпуск и поставки высокоточных снарядов, беспилотников разных типов. Знаю, что изменения происходят, они происходят достаточно быстро, я еще об этом скажу, но все-таки нужно над этим работать, нужно закреплять эту тенденцию. ...»— Владимир Путин, выступление на расширенном заседании Минобороны России, 2023 год.

## Галерея
- IAI Harop — барражирующий боеприпас, предназначенный для борьбы с системами противовоздушной обороны.
- Барражирующий боеприпас украинского производства «Тихий гром».